# Miklagard – The History of the Vikings Volume 2
A Miklagard Rebellion német heavy metal zenekar albuma, a vikingek történelmét taglaló -The History of the Vikings- trilógia második része.

## Számok listája
- Vi Seglar Mot Miklagard
- Sweden
- Free
- On The Edge Of Life
- Ulfberth
- The Rus
- Kiew
- Aifur
- Taste Of Steel
- God Of Thunder
- Our Backs To The Wind
- Miklagard
- The Uprising

## Közreműködők
- Michael Seifert – ének
- Uwe Lulis – gitár
- Simone Wenzel – gitár
- Tomi Göttlich – basszusgitár
- Gerd Lücking – dob

## Dalszövegek
Miklagard a Bizánci Birodalom fővárosának Konstantinápolynak a neve óészaki nyelven.
A dalok a kelet felé terjeszkedő varégok dicsőségéről, Rurikról a Kijevi Rusz alapítójáról, a bizánci császár testőrségét adó Varég Gárdáról szólnak.
A bevezető Vi Seglar Mot Miklagard című dalt az albumon vendégként szereplő svéd Morgana Lefay zenekar énekese Charles Rytkönen énekli svéd nyelven.

## Videóklip
- Miklagard

## Külső hivatkozások
- Zenekar hivatalos oldala
- dalszövegek